# Rafael Hernández Herrero
Esteban Rafael Hernández Herrero, més conegut com a Rafael Hernández (Madrid, Espanya, 3 d'agost de 1928 - Madrid, 7 de novembre de 1997), va ser un actor espanyol. Va aparèixer en 200 pel·lícules entre 1956 i 1994.
Rafael Hernández va néixer a Madrid, fill d'Isidro Hernández i de Josefa Herrero. Era motorista de la policia municipal, quan la casualitat va fer que intervingués en la pel·lícula Manolo, guardia urbano, produïda en 1956, protagonitzada per Manolo Morán i Julia Caba Alba i dirigida per Rafael J. Salvia, que necessitava per al seu rodatge de la col·laboració del cos de policia. I aquí va entrar un jove Rafael, en aquell temps de 28 anys, realitzant una breu aparició exercint la seva professió en una de les escenes de la pel·lícula.
Els anys 90 suposen la seva retirada del cinema, per a dedicar-se esporàdicament a la televisió, apareixent en sèries de prestigi com La forja de un rebelde, Truhanes o Farmacia de guardia, i també a Lleno, por favor, Taller mecánico o El sexólogo. La seva última actuació va ser per a televisió en la sèrie Villarriba y Villabajo, l'any 1994. Per a la pantalla gran, la seva última pel·lícula va ser uns anys abans, en una comèdia titulada Los gusanos no llevan bufanda de Javier Elorrieta, el 1991 i tancant el cercle, interpretant el mateix paper amb el qual va començar, és a dir, motorista de la policia municipal, la seva professió. El 1993 va tornar al Cos de Policia Municipal i fou destinat a la Casa de Campo.

## Filmografia (selecció)
- Manolo, guardia urbano (1956)
- El hombre que viajaba despacito (1957)
- Los ángeles del volante (1957)
- El aprendiz de malo (1958)
- Las chicas de la cruz roja (1958)
- El día de los enamorados (1959)
- Los tramposos (1959)
- Un tipo de sangre (1960)
- Historia de una noche (1963)
- Jandro (1964)
- La cesta (1965)
- La chica de los anuncios (1968)
- La vida sigue igual (1969)
- Don Erre que erre (1970)
- Los días de Cabirio (1971)
- Una chica casi decente (1971)
- Murders in the Rue Morgue (1971)
- Los gallos de la madrugada (1971)
- Las señoritas de mala compañía (1973)
- Dick Turpin (1974)
- Réquiem por un empleado (1978)
- Miedo a salir de noche (1980)
- Es peligroso casarse a los 60 (1980)
- Verano azul, d'Antonio Mercero (1981)
- Queremos un hijo tuyo (1981)
- La colmena (1982)
- La tía de Carlos (1982)
- Las autonosuyas (1983)
- Una espía enamorada (1984)
- La Lola nos lleva al huerto (1984)
- El cura ya tiene hijo (1984)
- Capullito de alhelí (1986)
- ¡Biba la banda! (1987)
- ¡¡Esto sí se hace!! (1987)
- Hacienda somos casi todos (1988)
- El equipo Aahhgg (1989)

## Premis
Als Premis del Sindicat Nacional de l'Espectacle de 1969 va rebre el premi al millor actor secundari.